# Cristian Riveros
Pour les articles homonymes, voir Riveros.
Cristian Riveros, né le 16 octobre 1982 à Juan Augusto Saldívar, est un footballeur international paraguayen qui évolue au poste de milieu de terrain au Club Nacional.

## Carrière

### En club
Le 11 mai 2010, Riveros signe un contrat de trois ans avec Sunderland. Après une saison moyenne où il ne dispute que 14 matchs toutes compétitions confondues, il est prêté au club turc de Kayserispor en juillet 2011. Il dispute une saison pleine et est définitivement transféré dans le club de Kayseri en mai 2012.

### En équipe nationale
Riveros honore sa première sélection le 4 mai 2005 contre l'Équateur. 
Il participe à la Coupe du monde 2006 avec l'équipe du Paraguay et fait également partie des 23 joueurs paraguayens sélectionnés pour participer à la Coupe du monde 2010.

## Statistiques

### En sélection nationale
| Saison                | Sélection             | Phases finales        | Phases finales | Phases finales | Phases finales | Éliminatoires CDM | Éliminatoires CDM | Éliminatoires CDM | Matchs amicaux | Matchs amicaux | Matchs amicaux | Total | Total | Total |
| Saison                | Sélection             | Compétition           | M              | B              | Pd             | M                 | B                 | Pd                | M              | B              | Pd             | M     | B     | Pd    |
| --------------------- | --------------------- | --------------------- | -------------- | -------------- | -------------- | ----------------- | ----------------- | ----------------- | -------------- | -------------- | -------------- | ----- | ----- | ----- |
| 2004-2005             | Paraguay              | -                     | -              | -              | -              | -                 | -                 | -                 | 1              | 0              | 0              | 1     | 0     | 0     |
| 2005-2006             | Paraguay              | Coupe du monde 2006   | 2              | 0              | 0              | 2                 | 0                 | 0                 | 6              | 0              | 0              | 10    | 0     | 0     |
| 2006-2007             | Paraguay              | Copa América 2007     | 3              | 0              | 0              | -                 | -                 | -                 | 7              | 1              | 0              | 10    | 1     | 0     |
| 2007-2008             | Paraguay              | -                     | -              | -              | -              | 5                 | 2                 | 0                 | 3              | 2              | 0              | 8     | 4     | 0     |
| 2008-2009             | Paraguay              | -                     | -              | -              | -              | 8                 | 1                 | 0                 | 2              | 2              | 0              | 10    | 3     | 0     |
| 2009-2010             | Paraguay              | Coupe du monde 2010   | 5              | 1              | 0              | 4                 | 0                 | 0                 | 6              | 0              | 0              | 15    | 1     | 0     |
| 2010-2011             | Paraguay              | Copa América 2011     | 6              | 1              | 0              | -                 | -                 | -                 | 9              | 3              | 0              | 15    | 4     | 0     |
| 2011-2012             | Paraguay              | -                     | -              | -              | -              | 5                 | 2                 | 0                 | 3              | 0              | 0              | 8     | 2     | 0     |
| 2012-2013             | Paraguay              | -                     | -              | -              | -              | 7                 | 0                 | 0                 | 1              | 0              | 0              | 8     | 0     | 0     |
| 2013-2014             | Paraguay              | -                     | -              | -              | -              | 1                 | 0                 | 0                 | 2              | 0              | 0              | 3     | 0     | 0     |
| 2014-2015             | Paraguay              | Copa América 2015 4e  | -              | -              | -              | -                 | -                 | -                 | 2              | 0              | 1              | 2     | 0     | 1     |
| 2016-2017             | Paraguay              | -                     | -              | -              | -              | 7                 | 1                 | 0                 | 1              | 0              | 0              | 8     | 1     | 0     |
| 2017-2018             | Paraguay              | -                     | -              | -              | -              | 2                 | 0                 | 0                 | 1              | 0              | 0              | 3     | 0     | 0     |
| Total sur la carrière | Total sur la carrière | Total sur la carrière | 16             | 2              | 0              | 41                | 6                 | 0                 | 44             | 8              | 1              | 101   | 16    | 1     |

## Palmarès
| - Club Libertad - Championnat du Paraguay - Champion en 2006 et 2007 |  | - CD Cruz Azul - Championnat du Mexique - Ouverture en 2008 et 2009 - Clôture en 2008 |